# Riccardia kodamae
Riccardia kodamae là một loài rêu trong họ Aneuraceae. Loài này được Mizut. & S. Hatt. mô tả khoa học đầu tiên năm 1957.